# Merve Lowien
Merve Lowien (* 17. Februar 1937 in Berlin; † 1992 ebenda) war eine deutsche Schriftstellerin und Verlegerin des nach ihr benannten Merve Verlags.

## Leben und Wirken

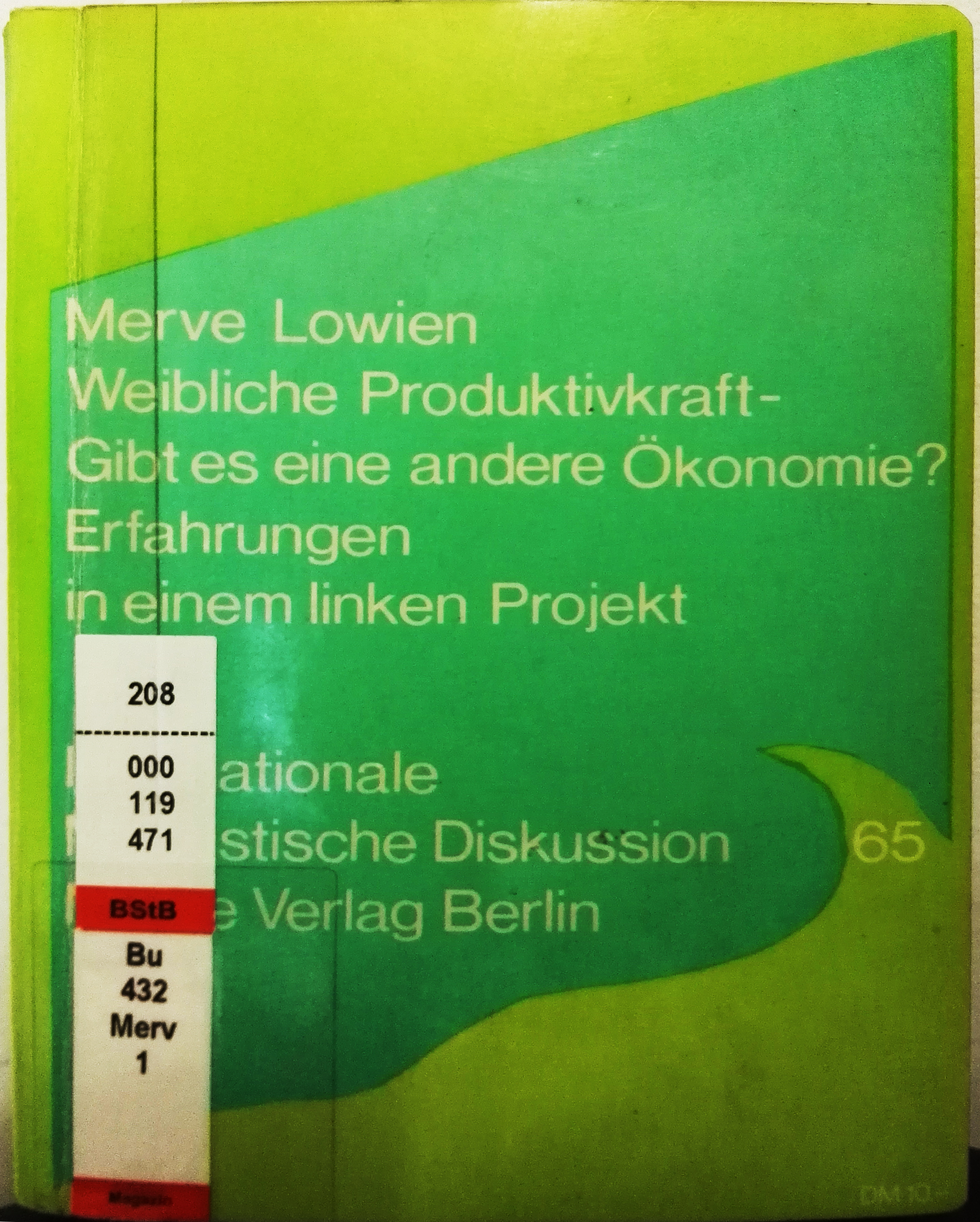
Umschlag der einzigen Buchveröffentlichung von Lowien im Merve Verlag

Merve Lowien arbeitete von 1958 bis 1962 als Chemotechnikerin am Hahn-Meitner-Institut für Kernforschung in Berlin. 1960 heiratete sie Peter Gente, mit dem sie einen Sohn hatte. Aufgrund beruflicher Perspektivlosigkeit wechselte sie nach der Geburt des Sohnes 1962 in die Hausfrauentätigkeit und baute nebenbei eine Fußpflegepraxis auf, die sie bis 1965 betrieb. Ab 1966 holte sie das Abitur am Berlin-Kolleg nach. Dort wurde Lowien Vorsitzende einer gewerkschaftlichen Studentengruppe, welche 1968 in den SDS überführt wurde. 1969 begann sie ein Studium der Publizistik.
Gemeinsam mit ihrem Ehemann Gente, Rüdiger Möllering und Michael Kwiatkowski wurde Lowien 1970 zur Mitgründerin des Merve Verlages, der nach ihr benannt wurde. 1978 trennte sich Gente von Merve Lowien und führte den Merve Verlag mit Heidi Paris weiter. Kurz vor ihrem Abschied auch aus dem gemeinsamen Verlag veröffentlichte Lowien in ihrem Buch Weibliche Produktivkraft – Gibt es eine andere Ökonomie? Erfahrungen in einem linken Projekt auch einen kritischen Rückblick auf die Verlagsarbeit als „ein Dokument über die vielen Widersprüche und Schwierigkeiten, die man in einem linken Kollektiv auszuhalten hatte. Gleichzeitig war es aber auch ihr Abschiedsgruß“. Das Werk war – wie auch 49 weitere Titel des Merve-Verlags – Teil der Stammheim-Bibliothek der in Stammheim inhaftierten ersten Generation der RAF.
Von 1986 bis 1988 war Merve Lowien im Vorstand der Neuen Gesellschaft für Literatur.

## Bibliografie
- Weibliche Produktivkraft – Gibt es eine andere Ökonomie? Erfahrungen in einem linken Projekt. Merve Verlag, Berlin 1977. ISBN 3-920986-82-2.
- Alpha beta hobb la pi. Grafik (4 farb. Foliografien u. Buchschmuck) von Elke Karrenberg. Edition Mariannenpresse, Berlin 1985, ISBN 3-922510-26-4.
- Ausserhalb von mittendrin – Literatur, Film. Katalogred.: Merve Lowien (Literatur), Annette C. Eckert (Film) im Rahmen des Projektes Ausserhalb von Mittendrin auf dem Gelände des Neuen Kunstquartiers im TIB (8. Mai bis 23. Juni 1991), im Kino Arsenal vom 9. Mai bis 2. Juni 1991. Rotation, Berlin 1991.
- Doppel Stier Gymnastik hach! – 2. poetische Diagonale. Gemeinsam mit Alma Larsen. hadee-Verlag, München u. Prag 2002, ISBN 978-3-9808210-2-5.